# Orcières-Merlette
Orcières-Merlette, también conocida como Orcières Merlette 1850, es una estación de esquí cerca de Orcières, en el departamento de Altos Alpes, en los Alpes franceses (Francia). 
Debe gran parte de su popularidad al Tour de Francia, prueba ciclista que ha sido final de etapa en Orcières-Merlette en varias ocasiones, en la primera de las cuales, en el Tour 1971, Luis Ocaña venció a Eddy Merckx por más de ocho minutos para tomar el maillot amarillo como líder de la clasificación general.

## Ubicación y características
Orcières-Merlette está situado en los Alpes franceses, a unos 5 km del pueblo de Orcières, en el límite del parque nacional de Écrins. Se encuentra a 40 km de la ciudad de Gap. El punto más alto del complejo es Col de Freissinières a 2727 m s. n. m.
Orcières-Merlette cubre un área de 16 000 m². El complejo cuenta con 30 remontes y 51 pistas, con un total de más de 100 km de longitud. Orcières-Merlette contiene una de las tirolinas más largas de Europa, con una longitud de 1870 m desde Le Drouvet hasta Lac d'Orcières-Merlette.

## Historia
Orcières-Merlette se construyó en la década de 1960, y se inauguró en 1962. Desde principios de la década de 2000, el complejo es propiedad del grupo Labellemontagne. Algunos esquiadores famosos como Valentin Giraud Moine y Alizée Baron han utilizado la estación como ubicación de origen. El piloto de rallies francés Sébastien Ogier también ha trabajado como instructor de esquí en Orcières.
En 2019, Orcières-Merlette organizó un evento de esquí de "color", al ser rociada con polvos de colores mientras se esquiaba montaña abajo. Un evento de Super-G de la Copa de Europa de Esquí Alpino programado para celebrarse en 2020 en Orcières-Merlette fue cancelado debido a las fuertes nevadas y la falta de visibilidad.

## Tour de Francia
Orcières-Merlette fue final de etapa por primera vez en del Tour de Francia en la edición de 1971. El español Luis Ocaña ganó la etapa, atacando desde un grupo de favoritos donde le acompañaban Joaquim Agostinho, Lucien Van Impe y Joop Zoetemelk y rodando en solitario durante los últimos 60 km. Ese día Ocaña se vistió con el maillot amarillo como líder de la clasificación general, obteniendo una ventaja en la meta de 8:42 minutos sobre el gran favorito Eddy Merckx, que había ganado la carrera del año anterior. Después del día de descanso, la etapa 12 del Tour comenzó con un descenso desde Orcières-Merlette, durante el cual Merckx atacó con un pequeño grupo y se mantuvo a la cabeza hasta la meta en Marsella. Ocaña lideró el pelotón perseguidor para reducir su pérdida de tiempo ante Merckx, que se quedó en dos minutos. El grupo líder batió el récord de velocidad media más rápida de una etapa del Tour de Francia con salida en pelotón, al alcanzar una velocidad media de 45,351 km/h.
| Año  | Etapa | Salida     | Km          | Vencedor        | Líder              |
| ---- | ----- | ---------- | ----------- | --------------- | ------------------ |
| 1971 | 11    | Grenoble   | 134         | Luis Ocaña      | Luis Ocaña         |
| 1972 | 12    | Carpentras | 192         | Lucien Van Impe | Eddy Merckx        |
| 1982 | 15    | Manosque   | 208         | Pascal Simon    | Bernard Hinault    |
| 1989 | 15    | Gap        | 39 km (CRI) | Steven Rooks    | Greg LeMond        |
| 2020 | 4     | Sisteron   | 160,5       | Primož Roglič   | Julian Alaphilippe |